# Hexylcinnamaldehyde
Hexylcinnamaldehyde is een veelgebruikte geurstof met een frisse bloemengeur, meer bepaald van jasmijn. Het is een aldehyde dat voorkomt in de etherische olie van verschillende planten, en ook in gekookte rijst. Het is in geringe concentraties een ingrediënt van vele cosmetische producten (parfum, zeep, deodorant, shampoo, ...), evenals in producten zoals luchtverfrissers, desinfecterende middelen en wasmiddelen. Hexylcinnamaldehyde is het hoofdbestanddeel van jasmijnparfums.
Er bestaan E- en Z-isomeren van de stof, maar de Z-isomeer komt weinig voor. Hexylcinnamaldehyde bestaat voor meer dan 90% uit de trans- (E-)isomeer, α-hexylcinnamaldehyde. Deze stof kan synthetisch bereid worden door de condensatiereactie van octanal en benzaldehyde.

## Toxicologie en veiligheid
Hexylcinnamaldehyde kan contactallergie veroorzaken. De stof kan de huid gevoelig maken, en personen die allergisch zijn voor de stof moeten het contact ervan met de huid vermijden. In de Europese Unie moet hexylcinnamaldehyde vermeld worden op het etiket van cosmetische producten die meer dan 0,01% (voor af te spoelen producten) of 0,001% (voor andere producten) van de stof bevatten.